# ساختمان ان‌تی‌تی دوکومو یویوگی
ساختمان ان‌تی‌تی دوکومو یویوگی (به انگلیسی: NTT Docomo Yoyogi Building)⁪ (NTTドコモ代々木ビル Enu Tī Tī Dokomo Yoyogi Biru) یک آسمان‌خراش است در منطقه شیبویا-کو، توکیو، ژاپن واقع شده‌است. این ساختمان با ارتفاع ۲۴۰ متر پنجمین ساختمان بلند توکیو است. این ساختمان متعلق به گروه ان‌تی‌تی دوکومو است

انرژی خورشیدی تا حدی انرژی ساختمان را تأمین می‌کند و یک سیستم جداسازی زباله در دفاتر وجود دارد که به کاهش زباله و افزایش نرخ بازیافت کمک می‌کند. همچنین آب فاضلاب برای استفاده مجدد بازیافت می‌شود و آب باران برای توالت‌های ساختمان استفاده می‌شود.

## تصاویر

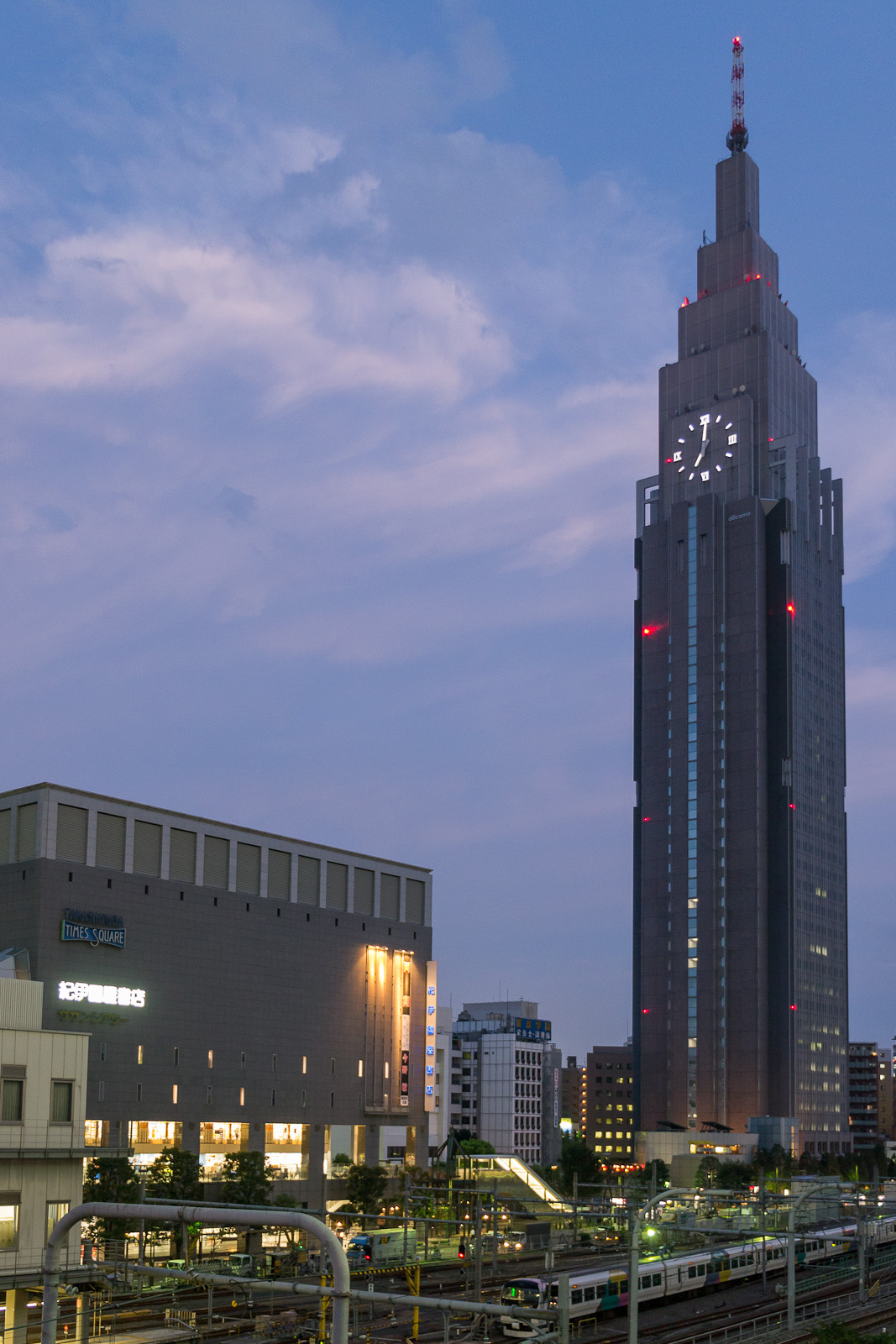
نمای شب
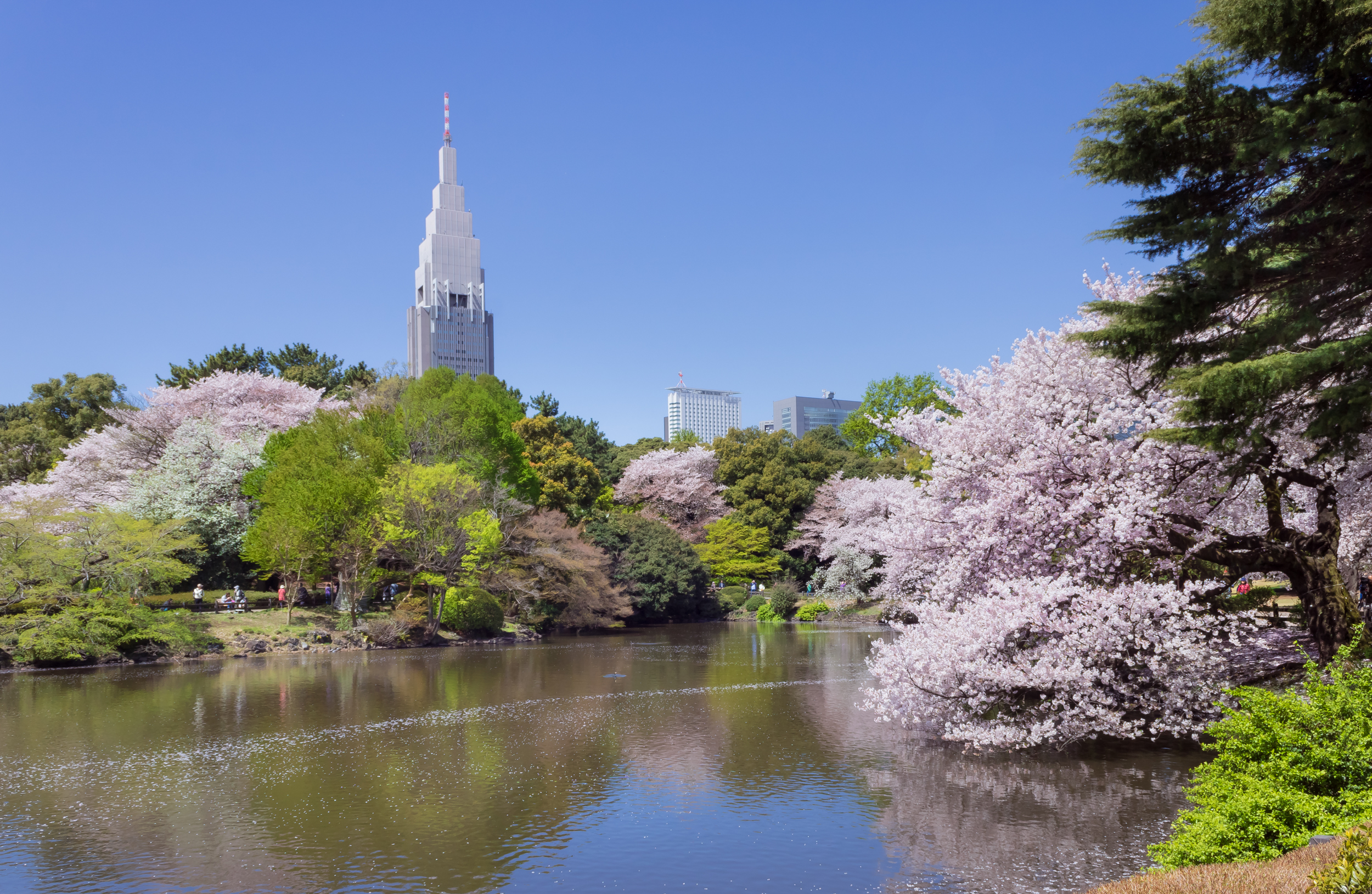
برج از نمای پارک شینجوکو گیوئن
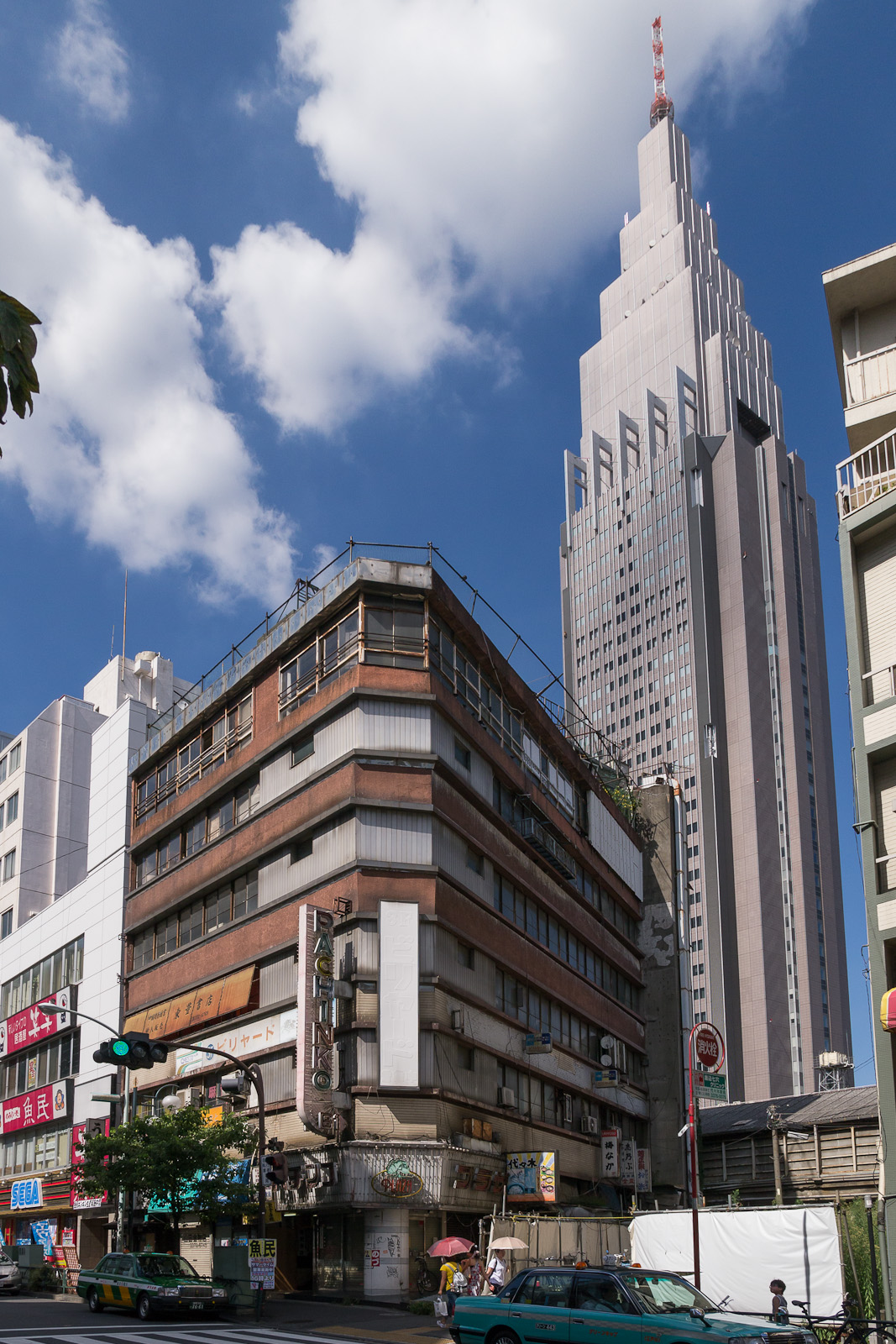
نمای جانبی ساختمان
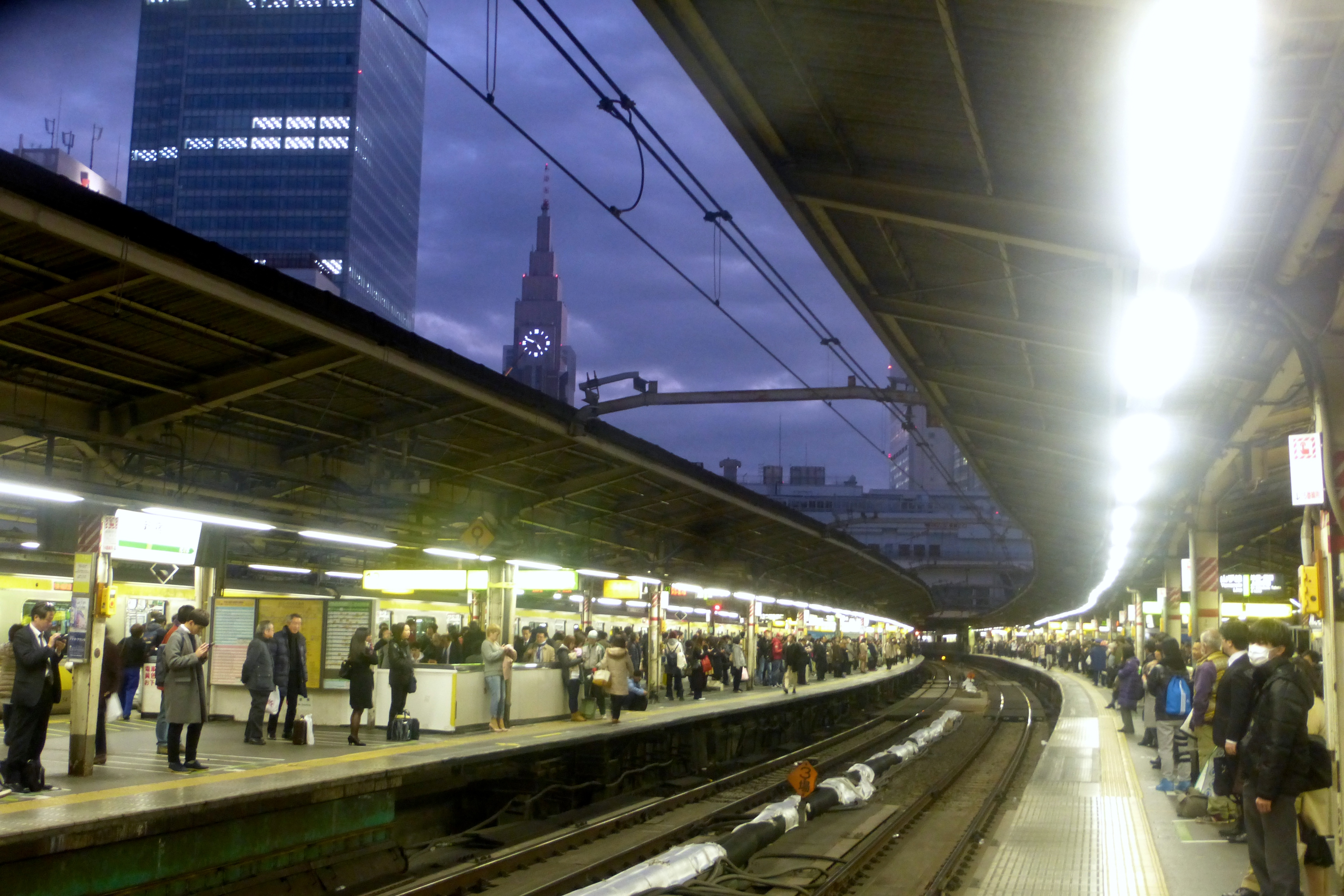
نمای ساعت از ایستگاه شینجوکو
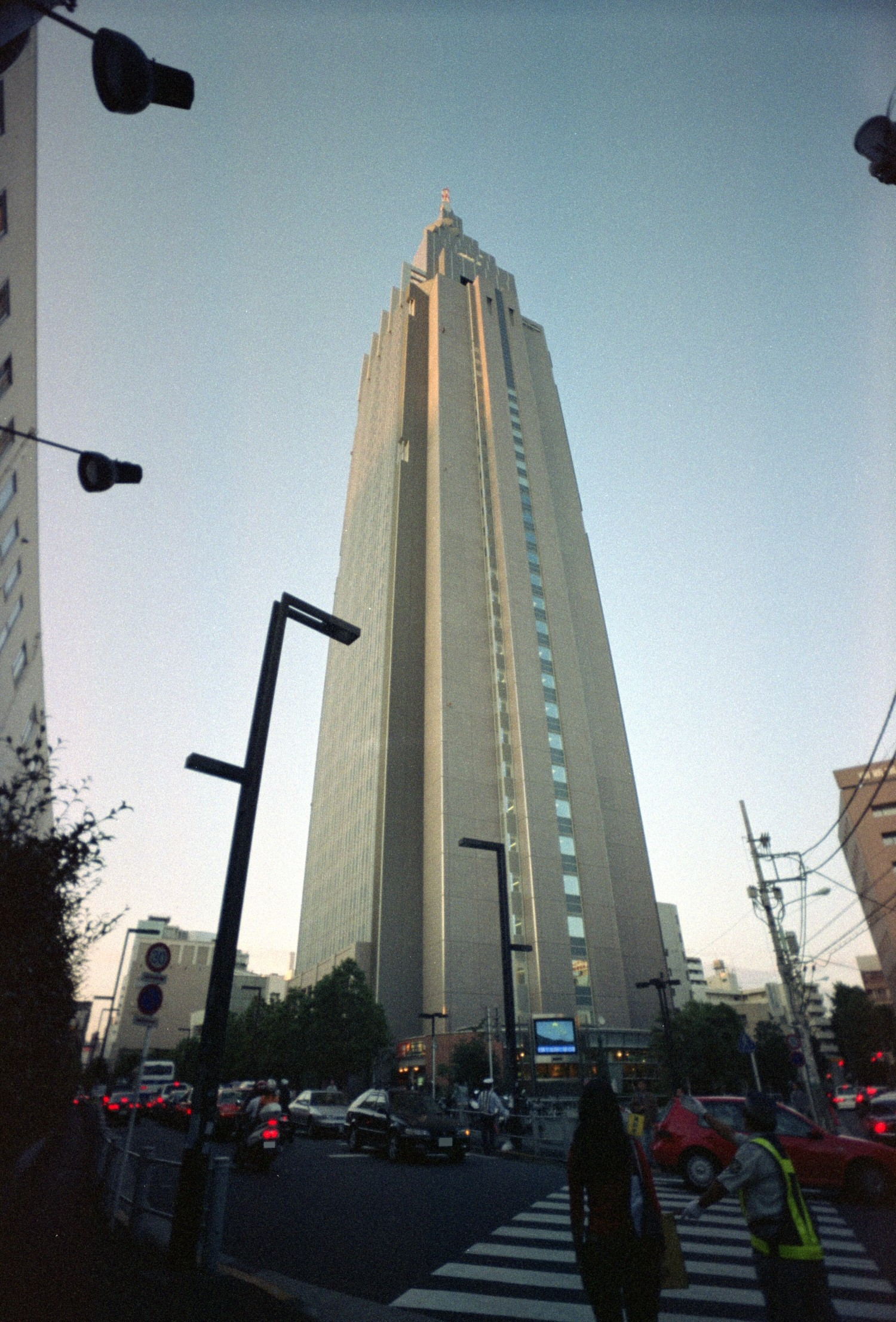
نمای زمینی از سمت شرق
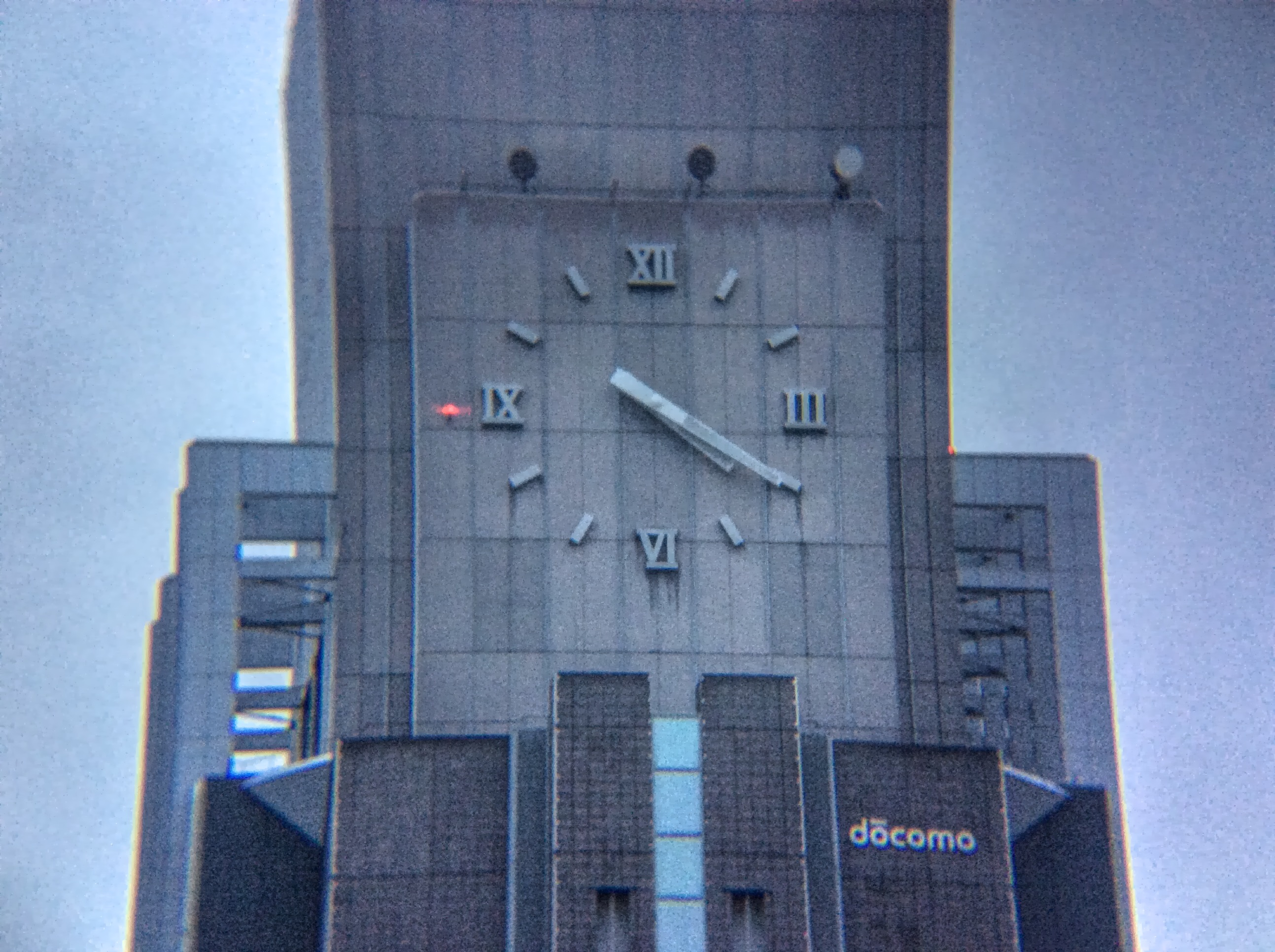
نمای نزدیک از صفحه ساعت ساختمان